# Emaus (miejscowość biblijna)
Emaus (łac.: Emmaus, gr.: Εμμαυς, heb: אַמַּאוּס Amaus lub: עַמְוַאס Amvas) – wioska w Izraelu, według Biblii oddalona 60 stadiów (stadionów) (około 11 km) od Jerozolimy.

## Opis wydarzenia biblijnego
W dniu zmartwychwstania Jezusa do Emaus szli dwaj jego uczniowie, rozgoryczeni śmiercią swojego nauczyciela. W czasie drogi przyłączył się do nich Jezus, który z początku nie został rozpoznany, i który w czasie wspólnej wędrówki przedstawił wykładnię proroctw mesjańskich. Po dotarciu na miejsce, do Emaus, w czasie wspólnego posiłku, Jezus został rozpoznany przez uczniów, gdy łamał dla nich chleb, i wówczas zniknął.

Tego samego dnia dwaj z nich byli w drodze do wsi zwanej Emaus, oddalonej o sześćdziesiąt stadiów od Jerozolimy. Rozmawiali oni ze sobą o tym wszystkim co się wydarzyło.
Gdy tak rozmawiali i rozprawiali ze sobą, sam Jezus przybliżył się i szedł z nimi. Lecz oczy ich były niejako na uwięzi, tak że go nie poznali. (...)
Tak przybliżyli się do wsi, do której zdążali, a On okazywał jakoby miał iść dalej. Lecz przymusili Go, mówiąc: „Zostań z nami, gdyż ma się ku wieczorowi i dzień się już nachylił”. Wszedł więc, aby zostać z nimi. Gdy zajął miejsce u stołu, wziął chleb, odmówił błogosławieństwo, połamał go i dawał im. Wtedy oczy im się otworzyły i poznali Go, lecz On zniknął im z oczu. I mówili nawzajem do siebie: „Czy serce nie pałało w nas, kiedy rozmawiał z nami w drodze i Pisma nam wyjaśniał?"

## Określenie miejsca
Nie ma pewności co do dokładnej lokalizacji wioski. Tradycja, poparta opiniami Orygenesa, Euzebiusza z Cezarei, św. Hieronima, Ado z Vienne, Teofana Wyznawcy i Sozomenosa lokalizowała tę biblijną miejscowość na terenie rzymskiego miasta Emaus Nikopolis położonego w odległości ok. 30 km od Jerozolimy. Emaus bywa także utożsamiana z Al-Kubajba (Al-Qubaybah, El Qubeibeh), 11 km na północny zachód od Jerozolimy, przy dawnym trakcie rzymskim. Biblijne spotkanie uczniów z Jezusem upamiętnia tutaj Bazylika św. Kleofasa, stanowiąca sanktuarium franciszkanów z Kustodii Ziemi Świętej.
Z kolei krzyżowcy utożsamiali Emaus z Kirjat Je’arim (dzisiejszym Abu Ghausz), gdzie w 1143 zbudowali klasztor, reaktywowany w 1900 jako Opactwo benedyktyńskie w Abu Ghausz.

## Emaus w malarstwie

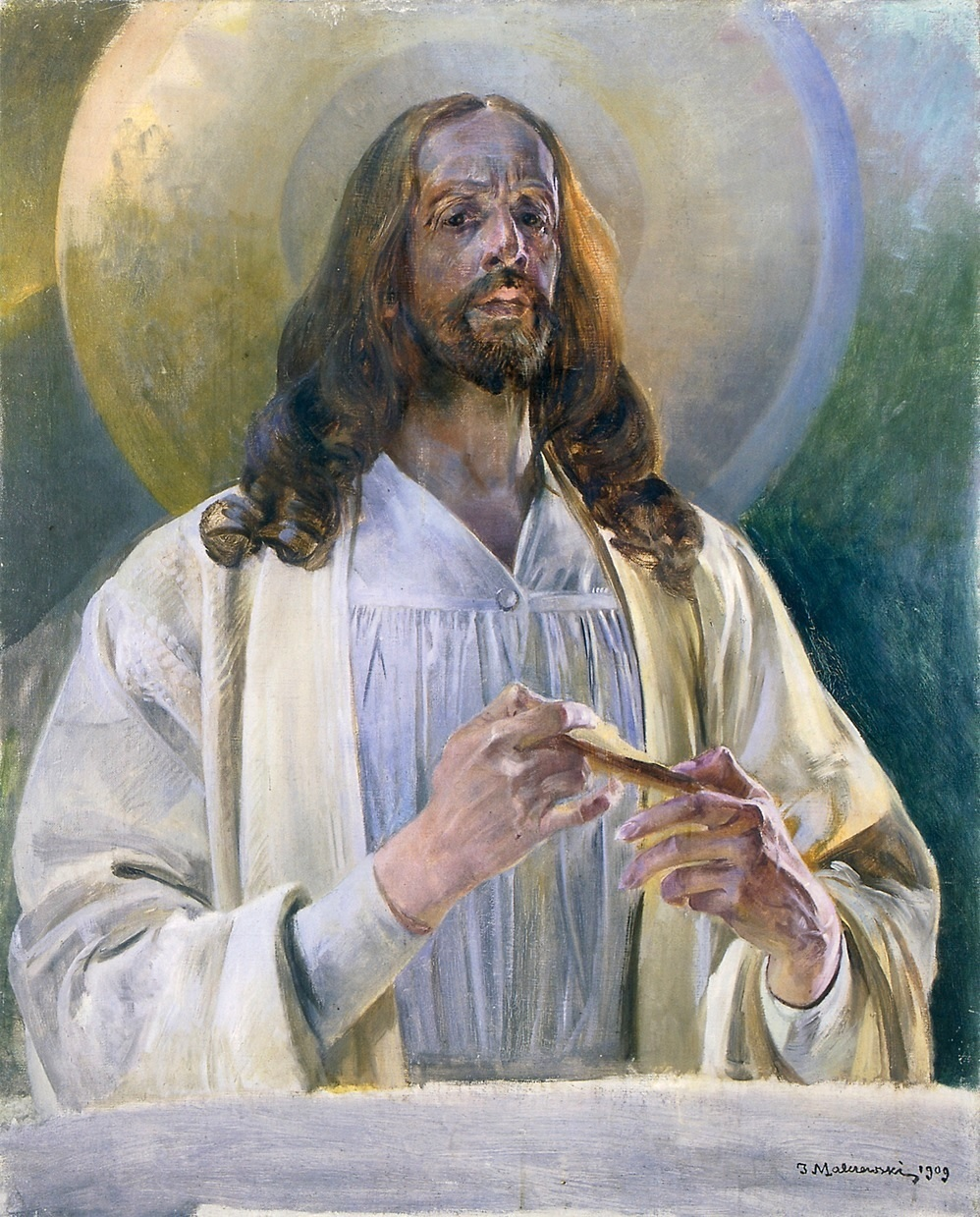
Chrystus w Emaus, Jacek Malczewski
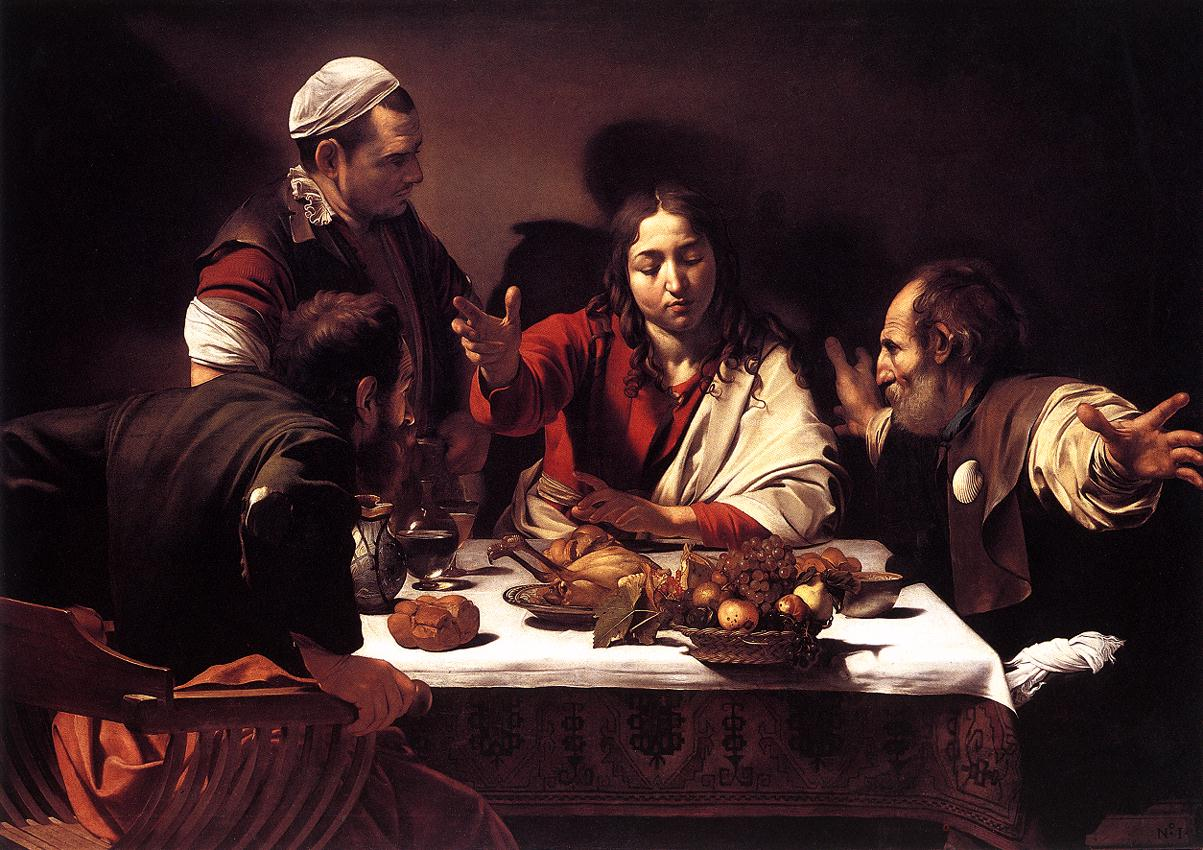
Wieczerza w Emaus, Caravaggio
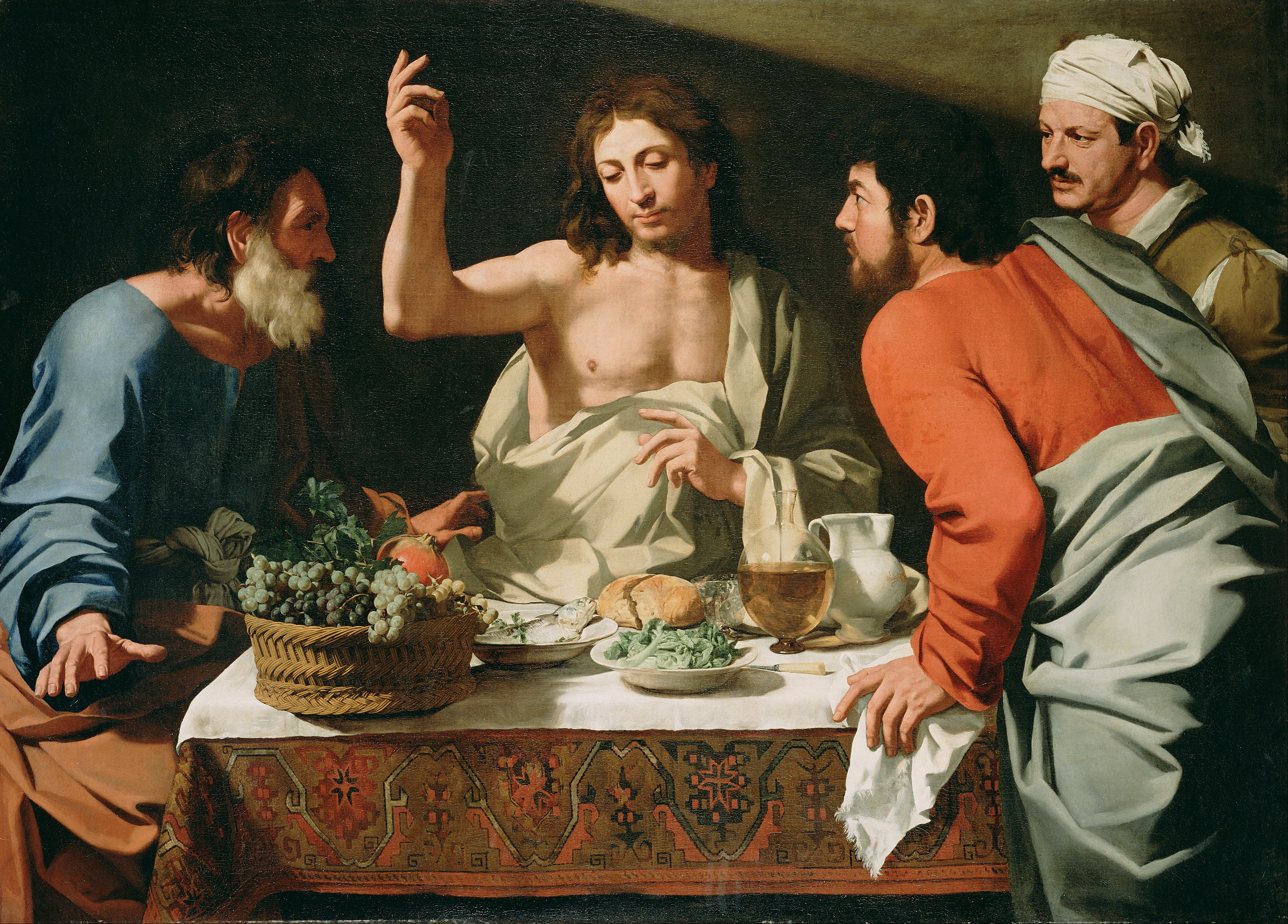
Wieczerza w Emaus, Bartolomeo Cavarozzi
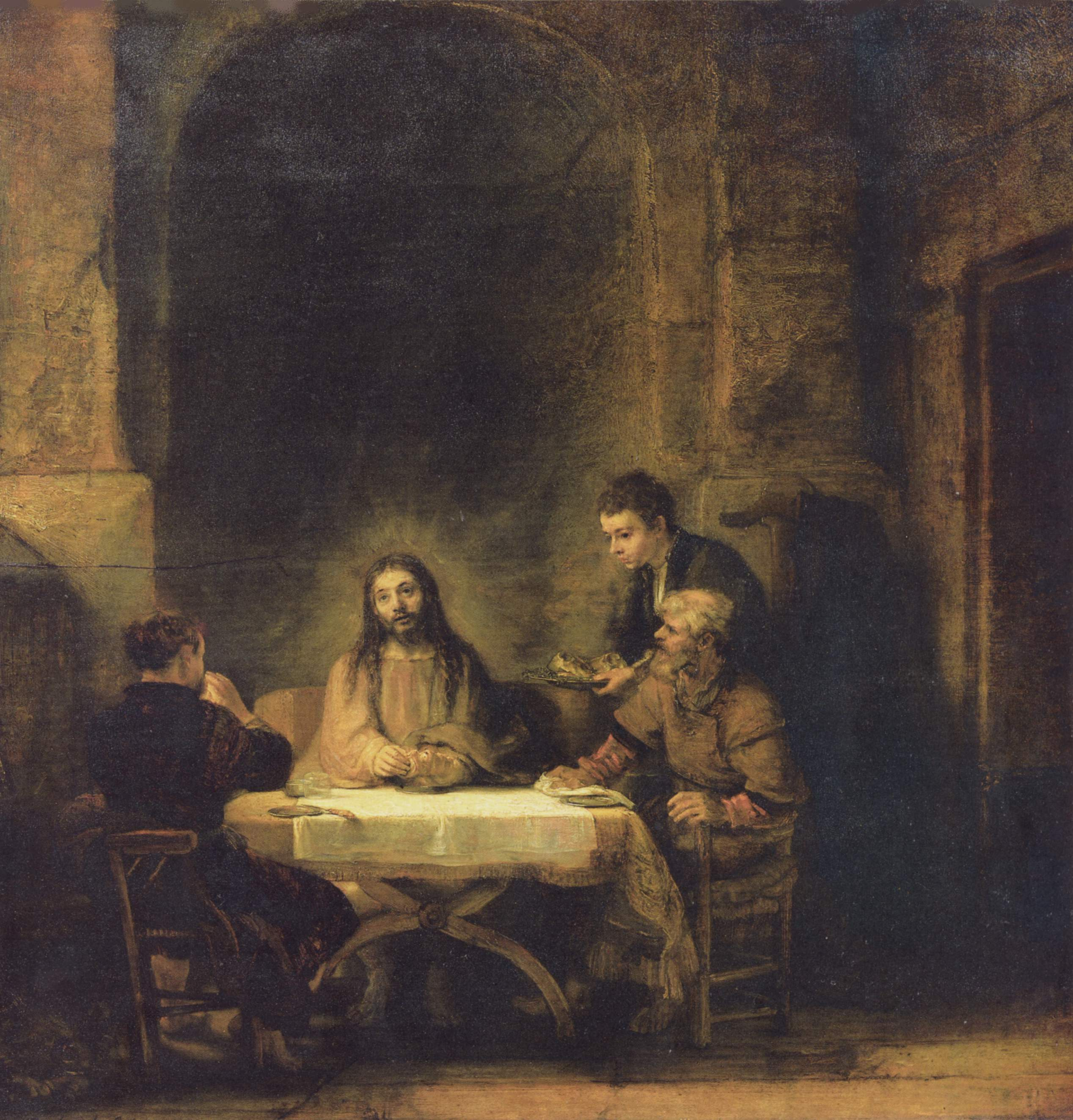
Wieczerza w Emaus, Rembrandt van Rijn